# Musée des Beaux-Arts de Riazan
Le musée régional d'État des Beaux-Arts Pojalostine (en russe : Рязанский государственный областной художественный музей имени И. П. Пожалостина) est un musée d'art situé à Riazan, en Russie.

## Historique

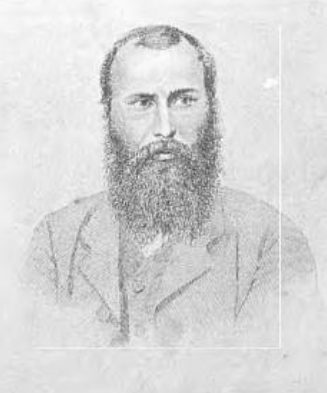
Ivan Pojalostine

Le musée est fondé en 1913 sous le nom de Société muséale d'art et d'histoire du Professeur Ivan Pojalostine. Ses membres sont des artistes et des intellectuels de Riazan, et le fonds du musée est composé d'objets laissés en don par des peintres moscovites ou provenant de la collection personnelle d'Ivan Pojalostine.
Le musée devient la propriété de la ville en janvier 1915 et ouvre ses portes au public le 23 mars 1915. Son premier catalogue répertorie 72 objets d'arts, comprenant une cinquantaine d'œuvres d'artistes russes du début du xxe siècle. Le musée occupe trois salles du bâtiment du Collège Romanov (au no 24 de la rue Seminarskaïa), qui fait actuellement partie de l'Université d'État de Riazan (en). En 1918, le musée est incorporé au musée d'histoire locale du gouvernement de Riazan.
En 1938, le musée adopte son nom actuel et occupe le bâtiment du consistoire, au cœur du Kremlin de Riazan (en).
Depuis 1980, le musée occupe le manoir Rioumine, du nom du millionnaire qui occupait les lieux dans la première moitié du xixe siècle.

## Collections

### Art russe ancien
La collection a été constituée à la suite du travail expéditionnaire du personnel du musée dans les années 1960-1970. Elle comprend des icônes du xve siècle ou des Saintes Portes en bois du xviie siècle.

### Art russe duxviieauxxesiècle
Il s'agit de la plus importante collection du musée. D'abord composée de dons d'artistes moscovites, elle s'est enrichie au fil des années grâce à des financements de l'État, d'ajouts depuis des collections privées ou d'acquisitions auprès d'artistes contemporains.
La collection premet de retracer l'évolution de l'art représentatif russe, de ses principaux courants et écoles. Parmi les artistes représentés, on peut nommer : Vladimir Borovikovski, Alexeï Venetsianov, Vassili Tropinine, Alexeï Savrassov, Vassili Sourikov, Ilia Répine, Constantin Korovine, Abram Arkhipov ou encore Philippe Maliavine.
La collection comprend aussi des dessins d'Aleksander Orłowski, Piotr Sokolov, Ivan Chichkine, Fiodor Vassiliev, Valentin Serov, Mikhaïl Vroubel, Vassily Kandinsky, et d'autrs membres de Mir iskousstva ou de la Rose bleue. Parmi les artistes soviétiques, on retrouve des œuvres d'Ivan Chadr, Alexandre Kibalnikov (en) ou Ievguéni Voutchétitch.

### Art européen duxvieauxixesiècle
La collection se compose de tableaux des écoles flamande, française, italienne ou autre, provenant de propriétés situées dans le gouvernement de Riazan (par exemple, celles de la famille Gagarine). Le musée possède une des deux peintures sur chevalet de Giovanni Battista Crosato (en) exposées en Russie : Le Sacrifice de Polyxène. Parmi les artistes exposés, on peut citer Vincenzo Catena, Francesco Guardi, Adriaen van Ostade, Justus van Huysum (en), Simon Vouet ou Philippe de Champaigne.
Parmi les dessins, on retrouve quelques aquarelles de Giacinto Gigante ou encore de Gabriele Carelli.

### Arts appliqués
Cette collection comprend des meubles et des objets en porcelaine, en verre ou en céramique provenant de manufactures russes, telles que la Manufacture de porcelaine impériale de Saint-Pétersbourg ou celles de Francis Gardner (ru) ou du prince Nicolas Ioussoupov, ou de manufactures européennes, principalement de Sèvres et de Meissen. L'on remarque des statuettes de céramique de Maria Kojina illustrant la fable de Krylov, Les Brebis à poil moucheté (1946).

### Art régional
La région de Riazan est un des centres les plus anciens de l'artisanat russe. La collection comprend des costumes traditionnels, de la broderie colorée de Mikhaïlov, de la céramique de Skopine, ou encore des jouets traditionnels en argile.

## Succursales

### Maison de Pojalostine

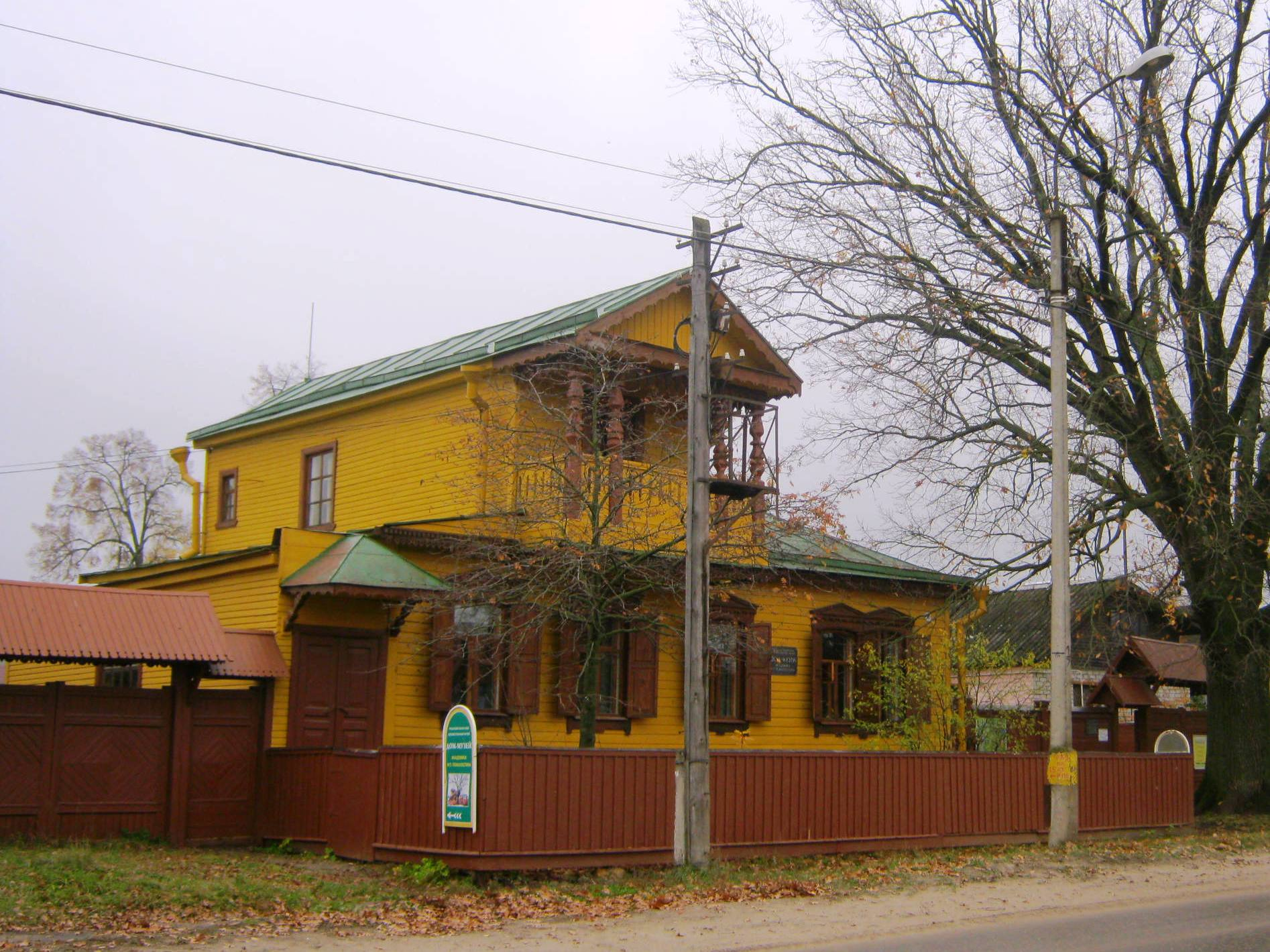
Maison-musée Ivan Pojalostine

La maison du graveur et académicien Ivan Pojalostine (ru) est une maison-musée (ru) située à Solotcha (ru). Ouverte en 1992, elle abrite des œuvres de l'artiste et des photographies sur sa vie.

### Galerie d'art Viktor Ivanov
La galerie d'art Viktor Ivanov est située au no 14 de l'avenue Pervomaïski de Riazan. Elle est consacrée à l'artiste et académicien Viktor Ivanov (ru).

## Galerie d'images

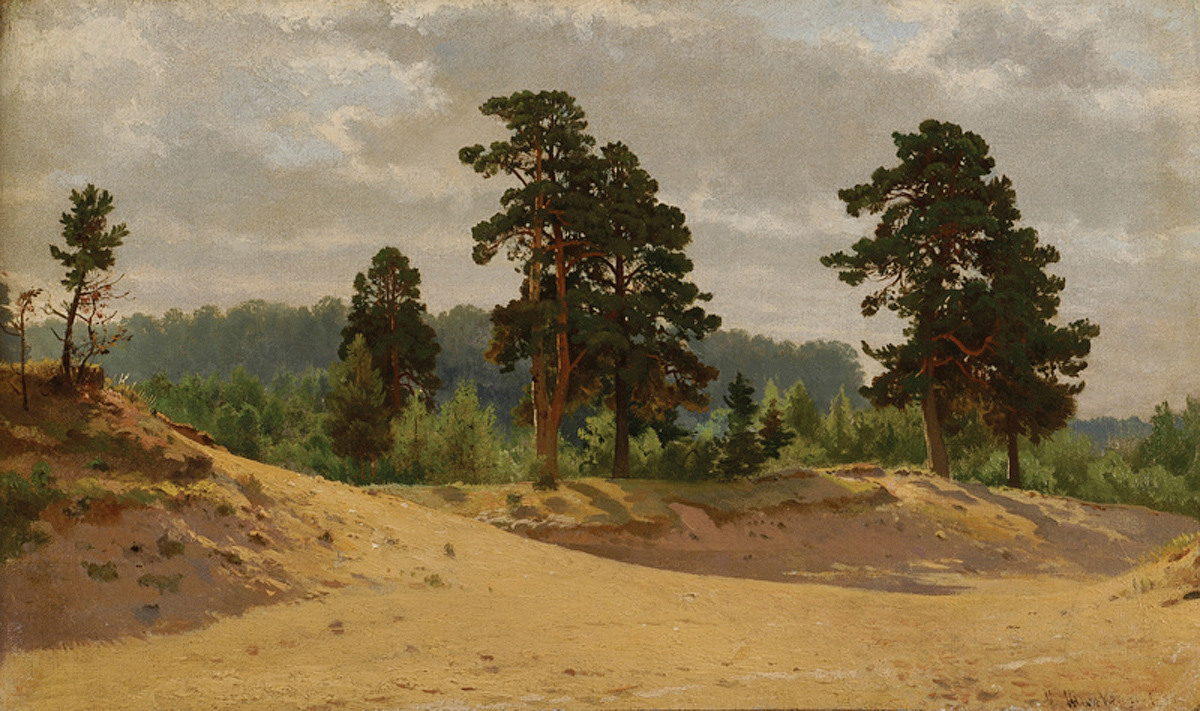
Lisière de forêt, par Ivan Chichkine (1890)
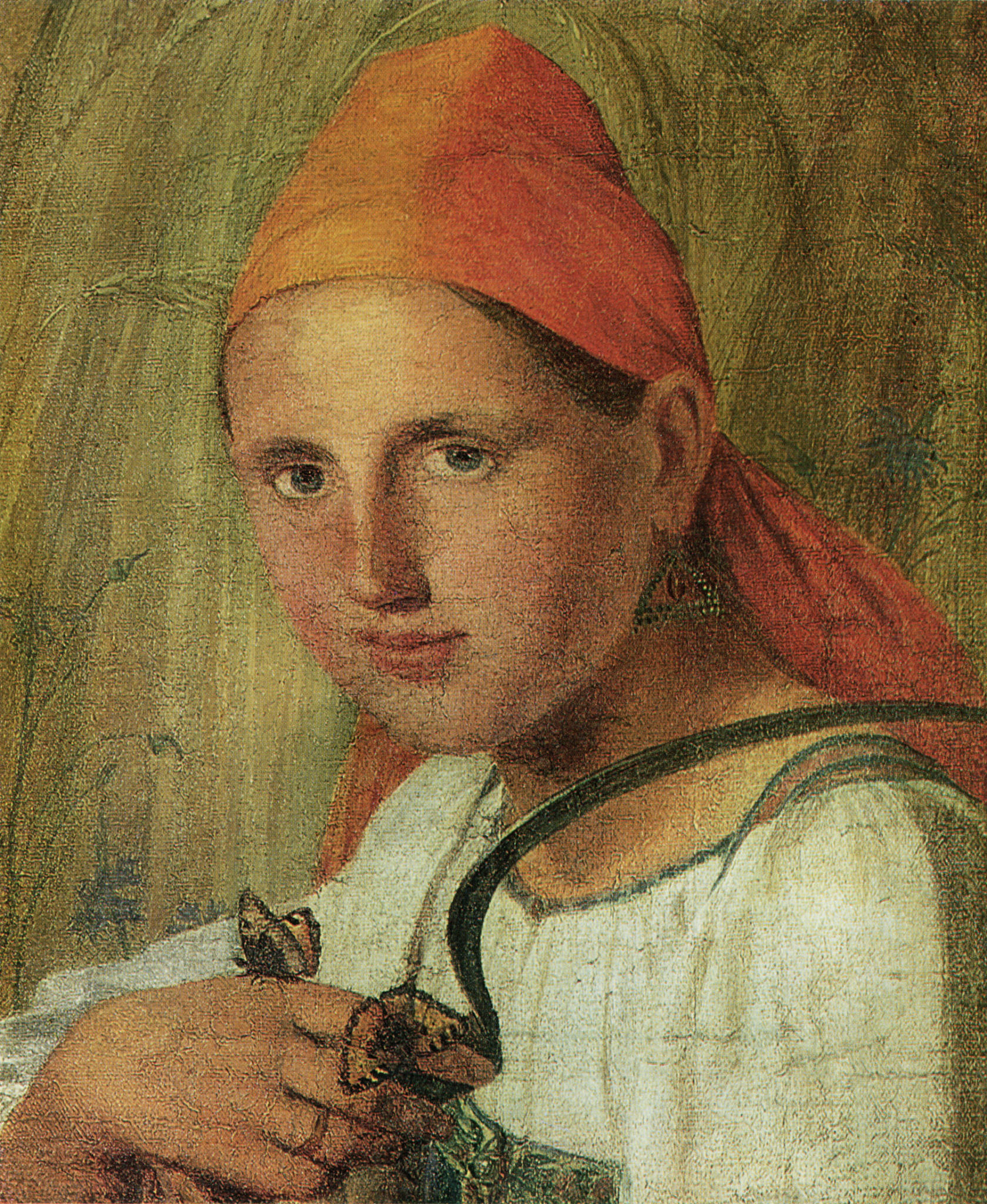
La Paysanne aux papillons, par Alexeï Venetsianov (années 1820)
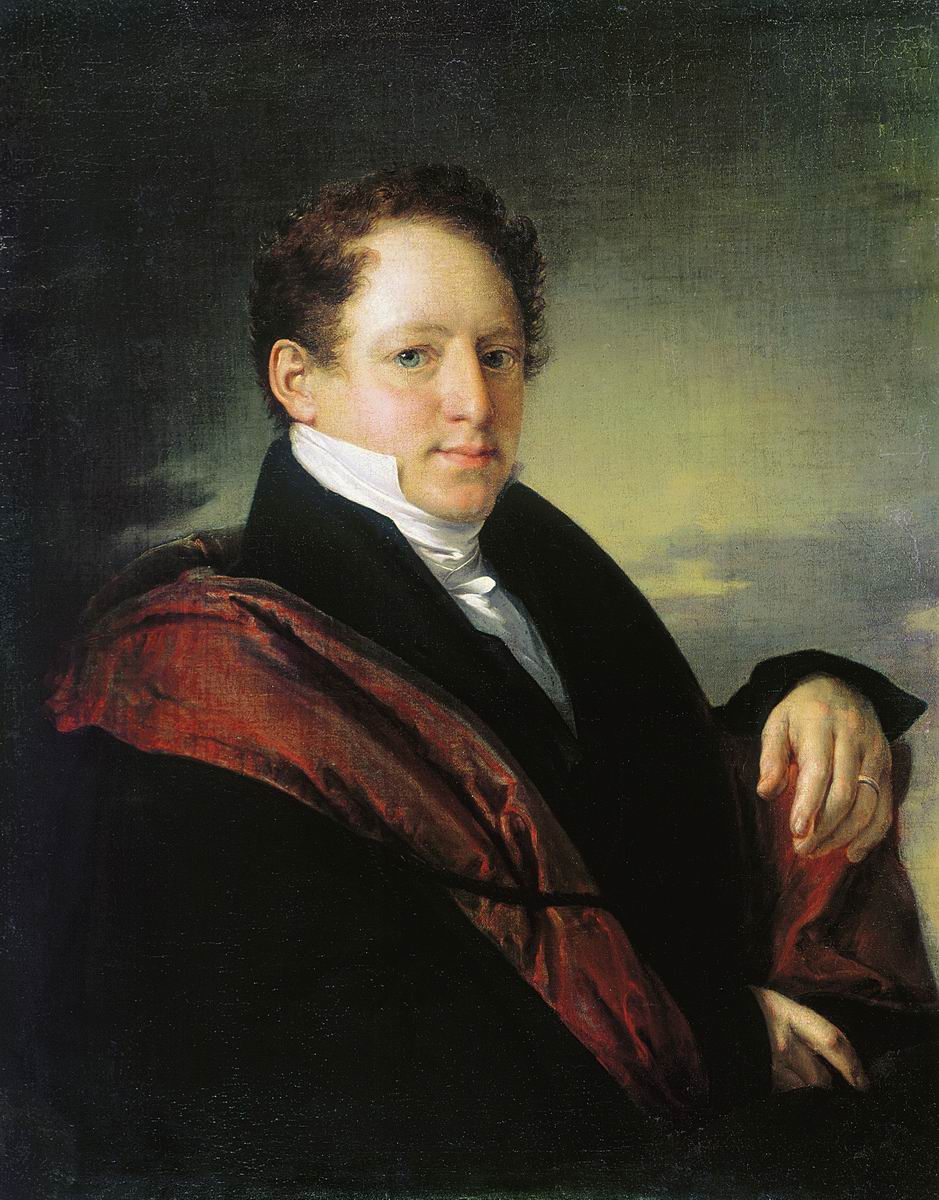
Portrait de Stepan Netchaïev, par Vassili Tropinine (xixe siècle)
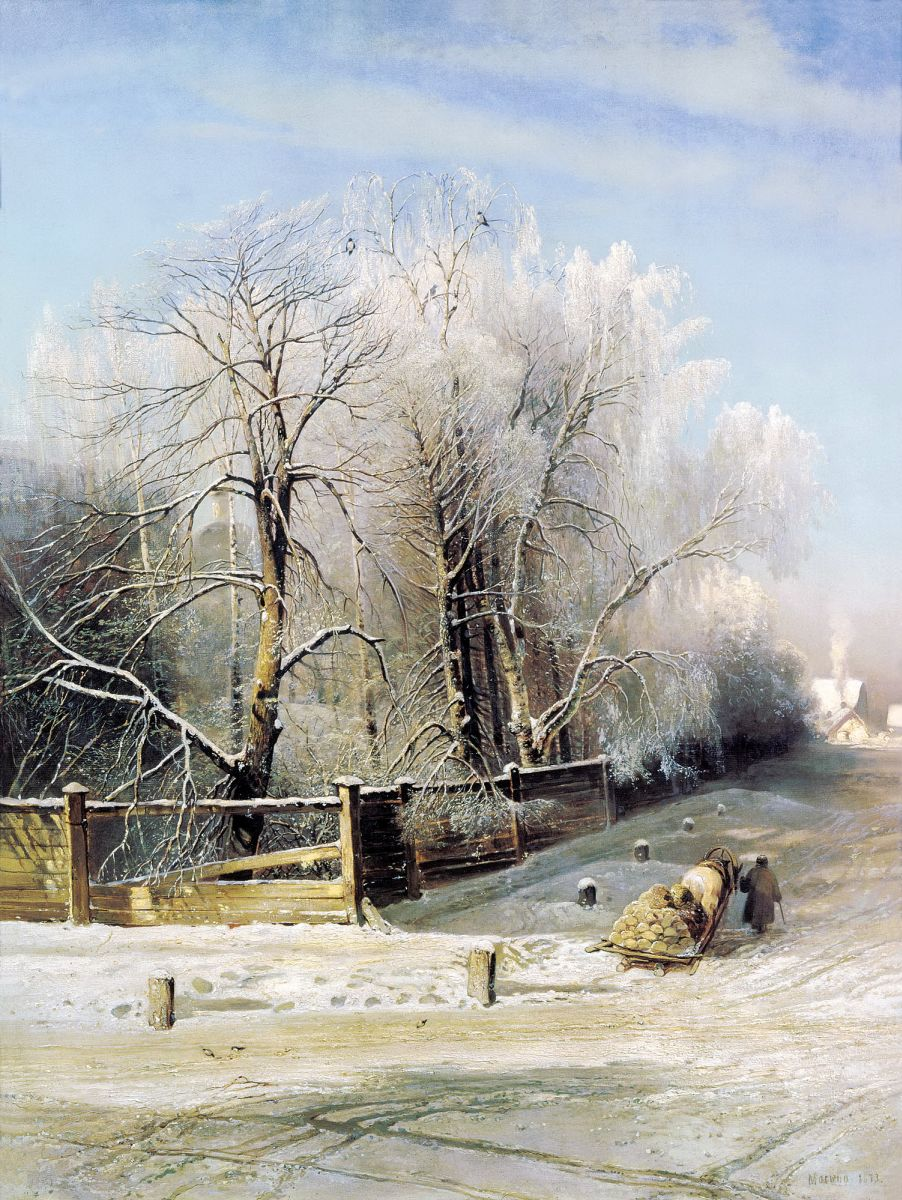
Paysage d'hiver, par Alexeï Savrassov (1873)
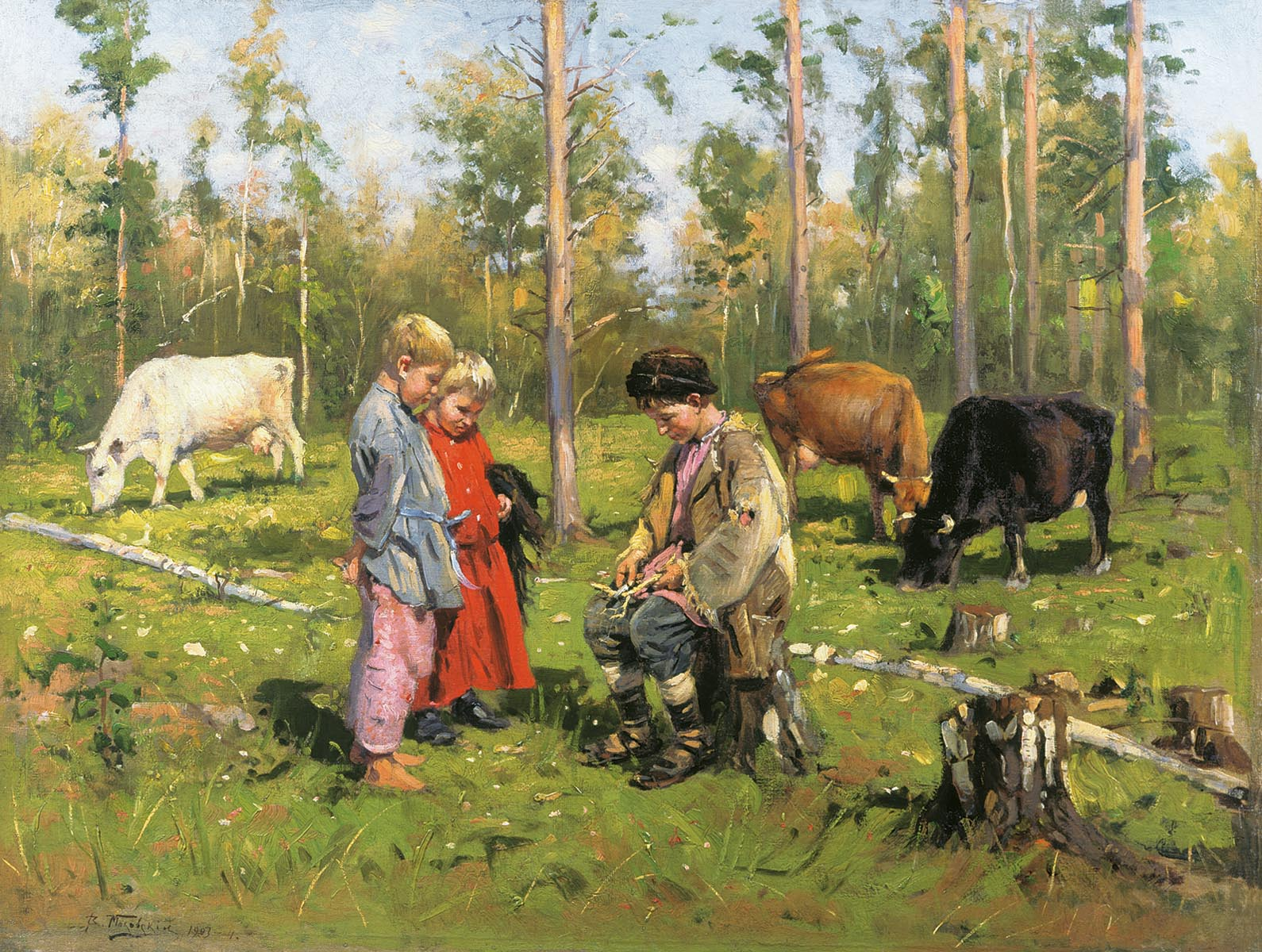
Bergers, par Vladimir Makovski (1903)